# فینال‌های ان‌بی‌ای ۲۰۲۱
فینال‌های ان‌بی‌ای ۲۰۲۱ (به انگلیسی: 2021 NBA Finals)، سری قهرمانی لیگ بسکتبال حرفه‌ای آمریکا (ان‌بی‌ای) در فصل ۲۱–۲۰۲۰ و پایان‌بخش پلی‌آف‌های این فصل بود. در این سری، میلواکی باکس (قهرمان کنفرانس شرق) توانست فینیکس سانز (قهرمان کنفرانس غرب) را با نتیجه ۴–۲ شکست دهد و پس از ۵۰ سال، دومین قهرمانی تاریخ خود را کسب کند.
سانز که امتیاز داشتن زمین خانگی بیشتر در سری را در اختیار داشت، پس از دو پیروزی پیاپی ۲–۰ پیش افتاد، اما باکس با برتری در چهار بازی بعدی، به پنجمین تیم تاریخ ان‌بی‌ای تبدیل شد که پس از باخت در دو بازی ابتدایی، قهرمان می‌شود. یانیس آنتتوکومپو، بازیکن میلواکی، عنوان باارزش‌ترین بازیکن فینال‌ها (MVP) را از آن خود کرد.
به‌دلیل همه‌گیری کووید-۱۹ که برای دومین سال متوالی برنامه‌های ان‌بی‌ای را مختل کرد، شروع سری فینال از زمان معمول خود (اواخر مه یا اوایل ژوئن) به ۶ ژوئیه موکول شد که دومین شروع دیرهنگام در تاریخ فینال‌ها محسوب می‌گردد. این نخستین فینال از سال ۲۰۱۰ بود که نه لبرون جیمز و نه استفن کری در آن حضور داشتند، و همچنین اولین فینال از ۱۹۹۸ که هیچ تیمی از کالیفرنیا، تگزاس یا فلوریدا در آن شرکت نداشت.